# Стигмата (филм)
Стигмата (енгл. Stigmata) је амерички натприродни хорор филм из 1999. године, редитеља Руперта Вејнрајта, са Патришом Аркет, Габријелом Берном, Џонатаном Прајсом, Нијом Лонг и Радом Шербеџијом у главним улогама. Прича прати Френки Пејџ, младу фризерку из Питсбурга, по чијем телу почињу да се појављују стигме, упркос томе што је атеисткиња.
Филм је премијерно приказан 10. септембра 1999. у дистрибуцији продукцијске куће Метро-Голдвин-Мејер. Карактеристично је што је добио негативне оцене од критичара, али позитивне оцене од публике, па су га тако критичари сајта Ротен томејтоуз оценили са 22%, а публика са 63%. Слична ситуација је и на осталим сајтовима за прикупљање филмских рецензија. Роџер Иберт је у рецензији филма написао да је „вероватно најзабавнији филм о католицизму, из теолошке тачке гледишта”. Стигмата је била номинована за Награду Сатурн за најбољи хорор филм, коју је изгубила од Шестог чула. Филм је био комерцијални успех и са зарадом од готово 90 милиона долара утростручио је буџет. Прве недеље премијере зарадио је 18,3 милиона долара, чиме је са првог места збацио Шесто чуло, које је претходних пет недеља било на првом месту.

## Радња
Црква шаље оца Кирнана да испита случај младе девојке, Френки Пејџ, по чијем телу се појављују стигме упркос томе што је атеисткиња. Испоставља се да је Френки поседнута духом оца Аламеиде, који је такође имао стигме. Он преко Френки покушава да пошаље Исусову поруку да је Небеско царство у свима нама, а не у црквама. Сазнавши то, црквени великодостојници наређују Френкино убиство...

## Улоге
| Глумац           | Улога                    |
| ---------------- | ------------------------ |
| Патриша Аркет    | Френки Пејџ              |
| Габријел Берн    | отац Ендру Кирнан        |
| Џонатан Прајс    | кардинал Данијел Хаусман |
| Нија Лонг        | Дона Чадвеј              |
| Раде Шербеџија   | Марион Петроцели         |
| Енрико Колантони | отац Дарио               |
| Џек Донер        | отац Пауло Аламеида      |
| Томас Копаче     | отац Дурнинг             |
| Дик Латеса       | отац Ђани Делмонико      |
| Порша де Роси    | Џенифер Келио            |
| Патрик Малдун    | Стивен                   |
| Ен Кјузак        | др Рестон                |